# 布兰登·泰勒 (1994年8月)
布兰登·亚历山大·泰勒（1994年8月1日—）為美國男子籃球運動員，出生於新泽西州威林伯勒镇，出身新泽西州塔伯納克爾鎮區，最初泰勒接觸的運動是足球，在六、七歲時開始參加當地籃球聯賽，泰勒有家人住在隔壁州宾夕法尼亚州費城，泰勒從九歲起在費城當地打球，並曾替由凯尔·洛里贊助的AUU費城球隊出賽。泰勒高中不就讀塔伯納克爾鎮區當地塞尼卡高中，而是就讀位於新泽西州特伦顿的特伦顿天主教学院， 高中生涯總計攻下1042 分，在當時隊史得分榜位居第十四名，大學選擇進入宾夕法尼亚州立大学就讀。2016年泰勒從大學畢業。2016年7月1日，希臘球隊PAOK宣布簽下泰勒。2019年7月2日，雷西姆諾克里特國王宣布與泰勒展開為期一年的合作。8月7日，泰勒因肩膀受傷被维托·布朗取代。
前WNBA球員蒂芬妮·斯坦斯伯里是泰勒的表姐妹，她爸爸是前NBA球員特伦斯·斯坦斯伯里。

## 外部連結
- 布兰登·泰勒在fiba.basketball（英语）
- 布兰登·泰勒在Basketball-Reference.com（國際）（英语）
- 布兰登·泰勒在Sports-Reference.com（NCAA）（英语）
- 布兰登·泰勒在Eurobasket.com（球員）（英语）
- 布兰登·泰勒在Proballers（英语）
- 布兰登·泰勒在RealGM（英语）